# Alianza Liberal (Dinamarca)
La Alianza Liberal (LA; en danés: [lipəˈʁɑˀl æliˈɑŋsə]) es un partido político liberal clásico y libertario de Dinamarca. El partido es un componente del bloque de centroderecha en la política danesa.La plataforma del partido se basa en el liberalismo económico, la promoción de recortes de impuestos y la reducción de los programas de bienestar, y una postura crítica y opositora hacia la integración europea.
Desde noviembre de 2016 hasta junio de 2019, la Alianza Liberal (I) formó parte del gabinete de Lars Løkke Rasmussen III, un gobierno de coalición de tres partidos, junto con el Partido Liberal (en danés: Venstre) y el Partido Popular Conservador (en danés: Det Konservative Folkeparti). En las elecciones generales danesas de 2022, el partido obtuvo 14 escaños. Tiene 15 escaños después de que Pernille Vermund decidiera unirse al partido.

## Historia

### Nueva Alianza (2007-2009)
El partido fue fundado como Nueva Alianza (en danés: Ny Alliance) el 7 de mayo de 2007 por el diputado Naser Khader y el eurodiputado Anders Samuelsen del Partido Social Liberal y Gitte Seeberg, eurodiputada del Partido Popular Conservador.El partido apoyó al gobierno del Venstre y al Partido Popular Conservador también respaldado por el Partido Popular Danés.Para cumplir con la ley electoral danesa y poder presentarse a las elecciones, la Nueva Alianza tuvo que reunir 19.185 firmas de partidarios en formularios especiales, la cantidad es equivalente a un escaño parlamentario en el Folketing. Cada formulario completado tuvo que ser certificado en las oficinas del registro civil de los municipios antes de ser entregado colectivamente al Ministerio del Interior. Si bien la Nueva Alianza no tomó ninguna posición sobre esta oferta, el partido minoritario Demócratas de Centro ofreció permitir que la Nueva Alianza presentara candidatos en sus listas en caso de que se convocaran elecciones antes de que la Nueva Alianza hubiera terminado su proceso de nominación.
En una ocasión, el 12 de mayo de 2007, en Horsens, las tres figuras principales del partido lograron reunir más de 2.000 firmas en un día.El 21 de mayo, el partido informó que estaban a mitad de camino, habiendo reunido 10.000 firmas cuando el requisito era 19.185 (1/175 de los votos emitidos en las últimas elecciones generales).El partido completó su proceso de nominación el 29 de junio al ser aceptado en la lista del Ministerio del Interior de partidos elegibles para presentarse a las elecciones al Folketing después de entregar las 21.516 firmas requeridas y recibió la carta Y de partido.Inmediatamente después de su creación, la Nueva Alianza tuvo un aumento de miembros: Solo un día después del anuncio del partido, más de 12.000 se habían registrado en el sitio web del partido. Tres días después, 16.000 se habían registrado y 8.000 de ellos habían pagado la cuota de membresía.
El 30 de agosto de 2007, el partido lanzó públicamente un programa de políticas.Algunos de los puntos de este programa incluían una asistencia escolar obligatoria más prolongada, con comida gratuita y ayuda con las tareas escolares; un Plan Marshall europeo para Oriente Medio; aumentar la ayuda exterior al 1% del PIB; un mayor enfoque en la prevención en la salud pública, con precios más bajos en alimentos saludables; y una reforma exhaustiva relacionada con la política de inmigración y asilo.En las elecciones generales de 2007 celebradas el 13 de noviembre de 2007, el partido ganó el 2,8% de los votos, ganando 5 de los 179 escaños en el Parlamento danés.

### Cambio de rumbo y liderazgo de Samuelsen (2008-2019)
El 29 de enero de 2008, la miembro fundadora Gitte Seeberg abandonó el partido en protesta por el estatus del partido como un partido de derecha, que entraba en conflicto con su propio deseo de formar un partido centrista con el objetivo de mitigar la influencia del Partido Popular Danés.El 5 de febrero de 2008, Malou Aamund, otra de las miembros del parlamento del partido, abandonó el partido y se unió al partido gobernante Venstre.El 24 de junio de 2008, Jørgen Poulsen fue excluido del grupo parlamentario de la Alianza Liberal, aunque no del partido en sí.Bajo el nuevo liderazgo de Anders Samuelsen, la posición del partido se movió hacia la derecha, abrazando el liberalismo económico y las políticas libertarias de derecha,y el partido cambió su nombre a Alianza Liberal el 27 de agosto de 2008.
El 1 de septiembre de 2008, el partido recuperó un tercer mandato en el parlamento cuando Gitte Seeberg fue nombrada secretaria general de la rama danesa del Fondo Mundial para la Naturaleza (WWF). Su mandato fue otorgado al ex teniente de alcalde de Slagelse, Villum Christensen.El 5 de enero de 2009, el miembro fundador y líder del partido Naser Khader abandonó el partido, alegando que ya no creía en él. En ese momento, Anders Samuelsen tenía previsto asumir el liderazgo del partido a finales de ese mes. Ese mismo día, Villum Christensen expresó sus dudas sobre su futuro en el partido. Después de la salida de Khader, se estrenó un documental de 2009 titulado Dagbog fra midten (Diario desde el centro) que documentaba la fundación del partido y su eventual colapso, con escenas que detallaban desacuerdos internos entre los principales miembros del partido.Khader finalmente se unió a los conservadores, a quienes representó como diputado entre 2009 y 2011 y entre 2015 y 2021, donde, después de un período como independiente, abandonó la política definitivamente en 2022.
En las elecciones al Parlamento Europeo de 2009, el partido obtuvo el 0,6% de los votos, lo que lo dejó sin representación en el Parlamento Europeo. En las elecciones generales de 2011, celebradas el 15 de septiembre de 2011, el partido obtuvo el 5,0% de los votos y 9 escaños. Cuando Malou Aamund renunció al Folketing en junio de 2011, fue reemplazada por el profesor Niels Høiby, quien ocupó su escaño con la Alianza Liberal, con lo que su contingente se redujo a cuatro. En las elecciones al Parlamento Europeo de 2014, la Alianza Liberal recibió el 2,9% de los votos, y nuevamente no logró que ningún eurodiputado fuera elegido.
En las elecciones generales de 2015, celebradas el 18 de junio de 2015, el partido obtuvo el 7,5% de los votos y 13 escaños en el Folketing. En su circunscripción más exitosa, el municipio de Gentofte, un suburbio acomodado de Copenhague, incluso logró el 17,5%, mientras que en Bornholm su porcentaje de votos fue de solo el 4%. Inicialmente, el partido no participó en el gabinete de la minoría Venstre de Lars Løkke Rasmussen, pero prestó su apoyo parlamentario al gobierno.

#### Participación en el tercer gobierno de Løkke
A finales de noviembre de 2016, se unió a un gobierno de coalición de centroderecha tripartito junto a Venstre y el Partido Popular Conservador en el tercer gobierno de Løkke Rasmussen. El líder del partido, Anders Samuelsen, fue nombrado Ministro de Asuntos Exteriores, mientras que Simon Emil Ammitzbøll-Bille asumió el puesto de Ministro de Economía e Interior. Otros miembros del gabinete de la Alianza Liberal fueron Merete Riisager (Ministra de Educación), Mette Bock (Ministra de Cultura), Ole Birk Olesen (Ministro de Transporte) y Thyra Frank (Ministra de Asuntos de la Tercera Edad).
En las elecciones generales de 2019 celebradas el 5 de junio de 2019, el partido obtuvo el 2,3% de los votos, perdiendo 9 de sus 13 escaños en el Folketing.Al mismo tiempo, el líder del partido, Anders Samuelsen, no logró ser reelegido, lo que le llevó a dimitir al día siguiente.

### Liderazgo de Vanopslagh (2019-actualidad)
El 9 de junio de 2019, Alex Vanopslagh se convirtió en el nuevo líder de la Alianza Liberaly el diputado Simon Emil Ammitzbøll-Bille abandonó la LA el 23 de octubre atribuyendo desacuerdos políticos como motivo. En las elecciones locales de 2021, LA logró su primer alcalde con el candidato Emil Blücher convirtiéndose en alcalde del municipio de Solrød.Durante la campaña electoral para las elecciones generales de 2022, el partido realizó una campaña llamada Du kan godt que se traduce aproximadamente como 'Tú puedes' o 'Sí, puedes'.Además, Vanopslagh logró adquirir un gran número de seguidores en la plataforma de redes sociales TikTok, especialmente atrayendo a los votantes más jóvenes.En esas elecciones, el partido obtuvo su mejor resultado hasta el momento, recibiendo el 7,9% equivalente a 14 escaños, lo que lo convirtió en el quinto partido más grande en el Folketing junto con los Demócratas de Dinamarca.Tras la formación del gobierno Frederiksen II, el LA se encuentra actualmente en la oposición. El 17 de enero de 2024, Pernille Vermund, exlíder de La Nueva Derecha, anunció que se había unido al partido.

## Ideología
La Nueva Alianza original se consideraba un partido político centrista, «tomando los mejores valores del socioliberalismo y conservadurismo social». Utilizando estos dos términos, Nueva Alianza se posicionó equidistante entre los dos antiguos partidos de los fundadores.
En sus comienzos fue acusado de populismo y personalismo, al faltarle aún una posición definida en muchos asuntos y estar basado en la popularidad de Naser Khader.
Tras la salida de Gitte Seeberg, la parte de conservadurismo social fue desechada, y se cambió el nombre a Alianza Liberal. Sin embargo, todavía existían diferencias ideológicas considerables entre los dos integrantes fundadores restantes, y no fue hasta la salida de Naser Khader y su sustitución por Anders Samuelsen que el partido tomó una postura más cercana al liberalismo clásico.
Alianza Liberal ha realizado propuestas basadas en el liberalismo económico, incluida una reforma fiscal para sustituir el impuesto progresivo sobre la renta por un flat tax del 40 %, reducir a la mitad el impuesto sobre sociedades, promover cargos a los usuarios en la sanidad pública, abolir los programas de jubilación anticipada y revaluar a los beneficiarios de los programas de asistencia social por incapacidad.
En 2009, el partido votó en contra de los subsidios para renovaciones ambientalistas sin recortes de impuestos significativos.
En 2011, el partido se opuso a la entrada del gobierno de Dinamarca en el Pacto por el Euro Plus y sigue manteniendo una firme oposición a la entrada de Dinamarca en la eurozona.En cuanto a la pertenencia a la Unión Europea, el partido apoya una Unión Europea radicalmente reinventada basada en el libre comercio y en 2022 pidió una UE "reducida" basada únicamente en la asociación económica, al tiempo que se restaura la soberanía política de Bruselas a los parlamentos nacionales.Los políticos individuales de la Alianza Liberal y su ala juvenil apoyan la salida de Dinamarca de la UE (Danexit), aunque permanezca en el mercado único.La Alianza Liberal es el único partido en Dinamarca que apoya la energía nuclear.En 2011, la Alianza Roji-Verde y la Alianza Liberal fueron los únicos partidos cuyos parlamentarios apoyaron la igualación de la edad de jubilación de los parlamentarios con el resto del país.
La Alianza Liberal ha apoyado los derechos de las personas homosexuales de casarse y adoptar, ayudando a aprobar las leyes correspondientes. También se opuso a la reintroducción de los controles fronterizos en 2011, y apoyó su desmantelamiento ese mismo año. También apoya eliminar la prohibición de la posesión de residencias vacacionales por parte de los inmigrantes.

## Organización

### Fondos
El partido recibió donaciones del banco de inversiones Saxo Bank (500.000 coronas danesas) y del empresario Lars Kolind (100.000 coronas). El 22 de mayo de 2007, el partido tenía siete empleados remunerados y varios voluntarios. El partido anunció que no contrataría más empleados hasta que tuviera más fondos.

### Alianza Liberal Juvenil

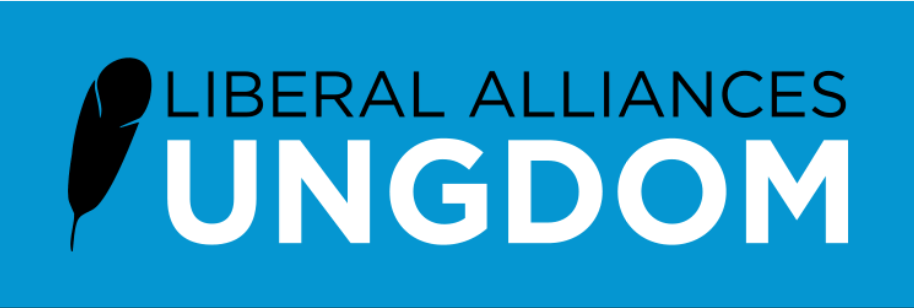
Logo de Alianza Liberal Juvenil

El 23 de febrero de 2008, 21 personas formaron un ala juvenil del partido bajo el nombre de Alianza Joven (en danés: Ung Alliance).Cuando el partido cambió su nombre a Alianza Liberal, la rama juvenil siguió su ejemplo cambiando su nombre a Alianza Liberal Juvenil (Liberal Alliances Ungdom) cuyo presidente actual es Simon Fendinge Olsen.

### Afiliaciones al Parlamento Europeo
En el momento de su formación, dos diputados europeos se unieron al partido. Con la deserción de los diputados europeos Gitte Seeberg y Anders Samuelsen, los Conservadores y el Partido Social Liberal Danés se quedaron efectivamente sin representación en el Parlamento Europeo. Los dos diputados europeos permanecieron en sus grupos parlamentarios (PPE-ED y ALDE, respectivamente). Ambos renunciaron al Parlamento Europeo después de ser elegidos para el Parlamento danés en noviembre de 2007. La Alianza Liberal anunció que se uniría al grupo ALDE después de futuras elecciones al Parlamento Europeo.Sin embargo, el partido no logró obtener representación en el Parlamento Europeo en las elecciones al Parlamento Europeo de 2009, 2014 y 2019. En las elecciones de 2024, Henrik Dahl, diputado nacional del partido desde 2015, fue elegido para el Parlamento Europeo. Antes de las elecciones, el partido había anunciado que en lugar de buscar unirse al grupo liberal Renovar Europa (anteriormente ALDE), solicitarían unirse al grupo conservador PPE.

## Resultados electorales

### Parlamento
| Elección | Votos        | Votos | Escaños | Escaños | Resultado |
| Elección | N°           | %     | N°      | +/-     | Resultado |
| -------- | ------------ | ----- | ------- | ------- | --------- |
| 2007     | 97.295 (#7)  | 2,80  | 5/179   |         | Oposición |
| 2011     | 176.473 (#7) | 5,00  | 9/179   | 4       | Oposición |
| 2015     | 265.129 (#5) | 7,52  | 13/179  | 4       | Coalición |
| 2019     | 82.270 (#10) | 2,33  | 4/179   | 9       | Oposición |
| 2022     | 278.098 (#6) | 7,87  | 14/179  | 10      | Oposición |

### Parlamento Europeo
| Año  | Grupo  | Votos     | %        | Asientos | +/-   |
| ---- | ------ | --------- | -------- | -------- | ----- |
| 2009 |        | 13.796    | 0.6 (9°) | 0 / 13   | Nuevo |
| 2014 | 65.480 | 2.9 (8°)  | 0 / 13   | 0        |       |
| 2019 | 60,693 | 2.2 (10°) | 0 / 14   | 0        |       |
| 2024 | PPE    | 170.199   | 7.0 (8°) | 1 / 15   | +1    |